# Predrag Pašić
Predrag Pašić (Szarajevó, 1958. október 18. –) jugoszláv válogatott bosnyák labdarúgó, középpályás, csatár.

## Pályafutása

### Klubcsapatban
1975 és 1985 között az FK Sarajevo labdarúgója volt. Tagja volt az 1984–85-ös idényben jugoszláv bajnokságot nyert csapatnak. 1985 és 1987 között a nyugatnémet VfB Stuttgart, 1987–88-ban az 1860 München játékosa volt.

### A válogatottban
1981 és 1985 között tíz alkalommal szerepelt a jugoszláv válogatottban és egy gólt szerzett. Tagja volt 1982-es spanyolországi világbajnokságon részt vevő csapatnak.

## Sikerei, díjai
FK Sarajevo
- Jugoszláv bajnokság
  - bajnok: 1984–85